# 오사카 공립 돈다바야시 중학교·고등학교
오사카 공립 돈다바야시 중학교·고등학교(大阪府立富田林中学校・高等学校)는 일본 오사카부 돈다바야시시에 있는 공립 중고등학교이다.

## 개교
이 학교는 1907년에 첫 개교되었으며 현재에 이르고 있는 일본 중고등학교 역사의 오랜 역사가 깃드러진 공립 학교 중 하나이다.